# パーキングセンサー

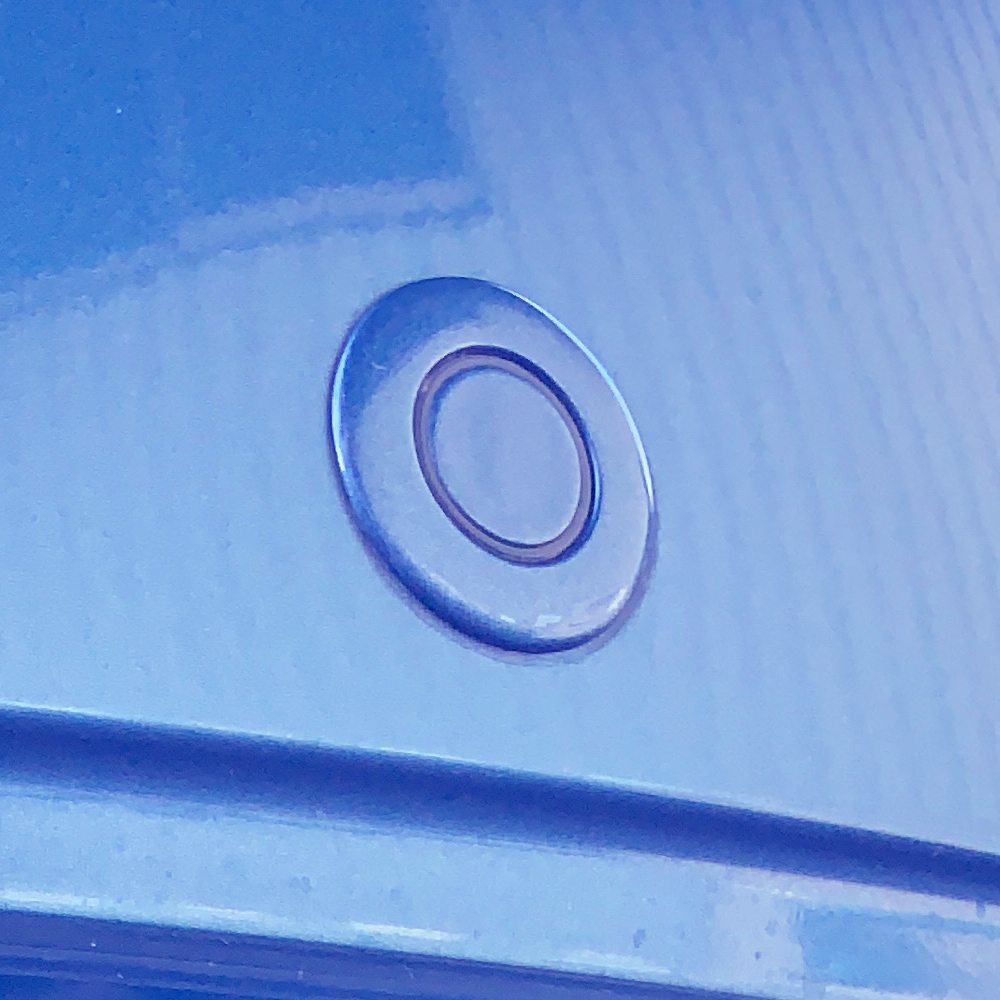
バンパーのパーキングセンサー

パーキングセンサー（英語: Parking sensor）または駐車センサーは、駐車中に障害物をドライバーに警告するように設計された道路車両用の近接センサー。これらのシステムは、電磁センサーまたは超音波センサーのいずれかを使用している。車体の角にあるものはコーナーセンサーともいわれる。

## 超音波システム

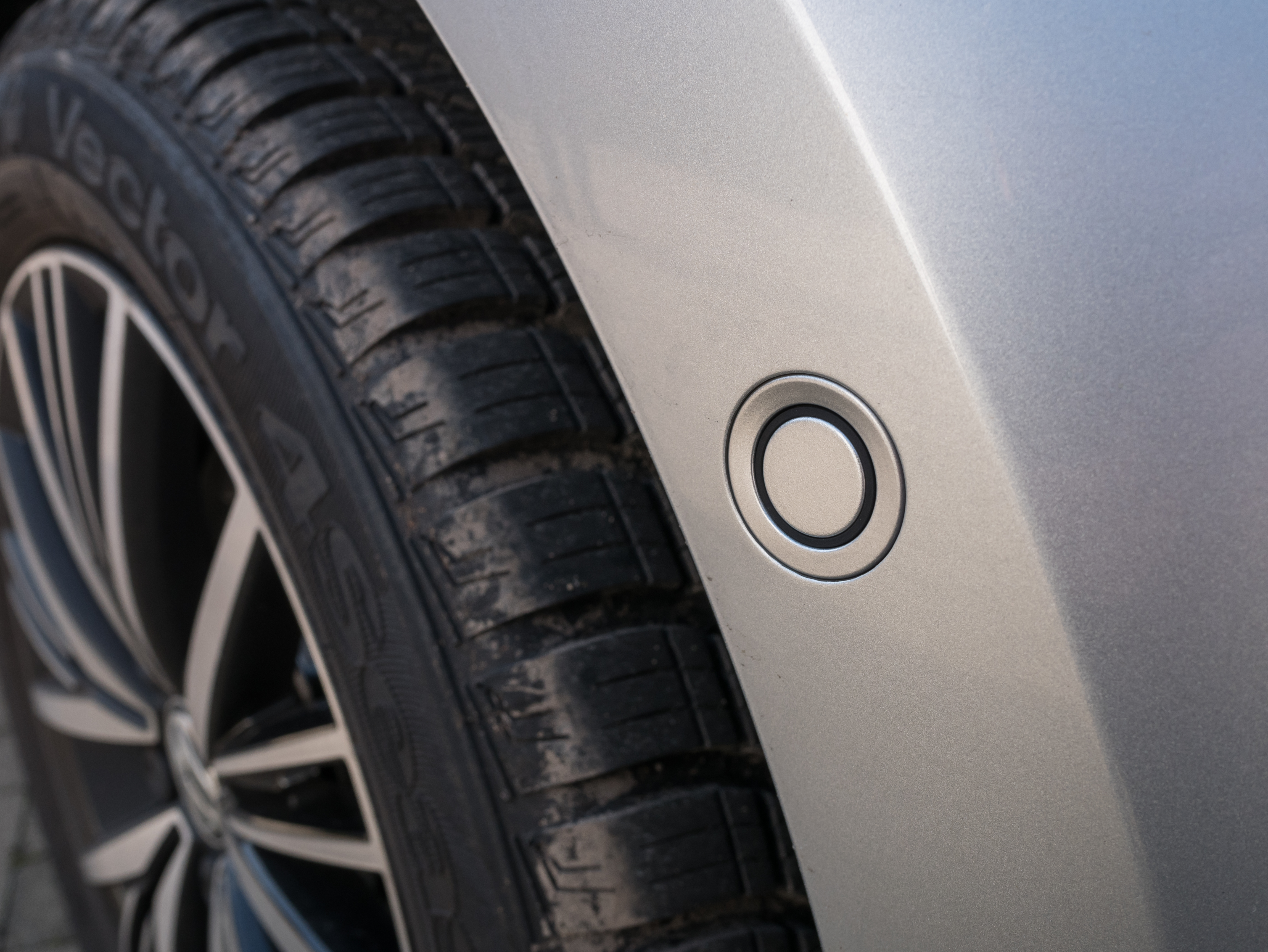
フェンダーのパーキングセンサー

これらのシステムは、超音波近接センサーを備えており、フロント及び/またはリアバンパーフェイシアに配置されたセンサーを介して、または隣接するグリルやくぼみ内で視覚的に最小化されたセンサーを介して、近くの物体までの距離を測定する。
センサーは音響パルスを放射し、制御ユニットが各反射信号の戻り間隔を測定し、物体距離を計算。システムは次に、警告音でドライバーに警告する。周波数は物体の距離を示し、より速い警告音はより近いことを示し、連続的な警告音は最小の事前定義された距離を示す。システムには、物体の距離を示すLEDやLCDの読み取りなどの視覚補助も含まれる場合がある。車両には、車両のインフォテインメント画面に車両のピクトグラムが含まれ、近くのオブジェクトが色付きのブロックとして表示される場合もある。
リアセンサーは、リバースギアが選択されるとアクティブになり、他のギアが選択されるとすぐに非アクティブになる。車両が所定の速度に達すると、フロントセンサーを手動でアクティブにし、自動的に非アクティブにすることがでる。これにより、必要としない場合の警告を回避する。
超音波システムは音波の反射に依存しているため、システムは平らな物体や音を反射するには小さすぎる物体を検出できない場合もある。たとえば、狭いポールや車両に直接向けられた、または物体の近くにある縦方向の物体などです。平らな面が垂直から傾いている物体は、戻り音波をセンサーから遠ざけるように偏向させ、検出を妨げる可能性がある。また、吸音性の高い柔らかい物体は、ウールやコケなど、検出が弱い場合がある。

## 電磁システム
電磁パーキングセンサー（英語: electromagnetic parking sensor（EPS））は、1992年にマウロ・デル・シニョーレによって再発明され、特許を取得した。電磁センサーは、車両が回避対象に向かってゆっくりとスムーズに移動することに依存している。障害物が検出されると、車両が一時的に停止した場合でも、センサーは障害物の存在を通知し続ける。その後、車両が後方への移動を再開すると、障害物に近づくにつれて警報信号が大きくなる。
電磁パーキングセンサーは、多くの場合、バンパーに穴を開ける必要がないため、バンパーの内側に目立たないように取り付ける事が可能。

## ブラインドスポットモニターおよびその他のテクノロジー
ブラインドスポットモニターは、車外の側面または後方を監視するが、その他に、「交差点交通警報」、「車両が側面から接近しているときに、駐車スペースから後退するドライバーに警告する」等をオプションで追加することも可能である。
アメリカでは、2018年以降、すべての新車にバックアップカメラが必要になっている。

## 発明
トヨタは1982年のトヨタ・コロナに超音波バックソナーを導入し、1988年まで提供していた。1984年12月13日、マッシモ・チッカレッロとルジェ・ロレンチはイタリアで超音波パーキングセンサーの特許申請を行い、1988年11月16日、産業省は、産業発明の特許を付与している（n.1196650）。